# Neobacanius laurentii
Neobacanius laurentii är en skalbaggsart som beskrevs av Paolo Magrini 2005. Neobacanius laurentii ingår i släktet Neobacanius och familjen stumpbaggar. Inga underarter finns listade i Catalogue of Life.